# Gabońskie Siły Powietrzne

Symbol Siły Powietrzne Gabonu

Siły Powietrzne Gabonu (Force Aèrienne Gabonaises) – 6-8 samolotów typu Dassault Mirage F1AZ, odkupionych od South African Air Force (zaprezentowane publicznie w 2010 roku w czasie defilady z okazji 50-lecia niepodległości). W 1978 i 1984 roku z Francji dostarczono 9 nowych Dassault Mirage 5, które pełniły rolę samolotów myśliwsko-szturmowych, ale wycofano je ze względu na nie najlepszy stan techniczny. Pozostałe uzbrojenie stanowi 7 śmigłowców produkcji francuskiej i USA: 2 Aerospatiale SA-342 Gazelle – służą one przenoszeniu pocisków przeciwpancernych HOT, 2 Aerospatiale AS-350B służy zwalczaniu partyzantów, 1 Eurocopter EC135, 1 Eurocopter SA 332F Super Puma do transportu VIPów oraz 1 Bell 412. Ponadto siły powietrzne dysponują samolotami Embraer EMB 110 Bandeirante, Dassault Falcon 900, Gulfstream IV, które służą przewozowi osobistości. Flotę treningową stanowią natomiast samoloty Aerospatiale CM-170 Magister i Beech T-34C Turbo-Mentor. Do transportu wykorzystywane są 1–3 sztuki Lockheed C-130 Hercules i pojedyncza CASA CN-235.